# شعر أصحر
الشعر الأصْحَر هو لون شعر بشري، يختلف عن الشعر الأحمر، وغالباً ما يوصف بأنه لون بني محمر أو زنجبيلي داكن.